# Epiplema ustanalis
Epiplema ustanalis är en fjärilsart som beskrevs av W. Warren 1905. Epiplema ustanalis ingår i släktet Epiplema och familjen Uraniidae. Inga underarter finns listade i Catalogue of Life.